# 솔리테어 (윈도우)
솔리테어는 마이크로소프트 윈도우에 포함된 솔리테어라는 컴퓨터 카드 게임이다. 이는 클론다이크 버전이다. 윈도우 3.1버전부터 기본으로 내장되어, 윈도우 XP부터 카드 뒷면 배경이 바뀌었다. 윈도우 비스타부터 화려한 그래픽이 추가되었다. 윈도우 8 버전부터는 더 이상 기본으로 내장되어 있지 않다. 그러나 윈도우 스토어에서 마이크로소프트 솔리테어 컬렉션을 내려 받으면, 카드놀이를 다시 즐길 수 있다.
한글 윈도우 3.0에서 윈도우 7까지 카드놀이이라는 명칭했으나, 윈도우 10에서 카드놀이이라는 불리지 않고, 솔리테어(Solitaire) 명칭을 사용하고 있다.

## 같이 보기
- 솔리테어